# Archboldomys luzonensis
Espèce
Statut de conservation UICN

 VU D2 : Vulnérable
Répartition géographique
- A. kalinga
- A. musseri
- A. luzonensis

Archboldomys luzonensis est un petit rongeurs de la sous-famille des Murinés qui vit exclusivement aux Philippines.

## Statut de conservation
Cette espèce de petit rongeur est endémique des Philippines. Plus exactement du Mont Isarog, Camarines Sur Province et Luzon, où elle vit à moyenne altitude dans les montagnes et forêts humides. En raison de sa zone de répartition restreinte, Archboldomys luzonensis a été déclaré espèce en danger par l'UICN.

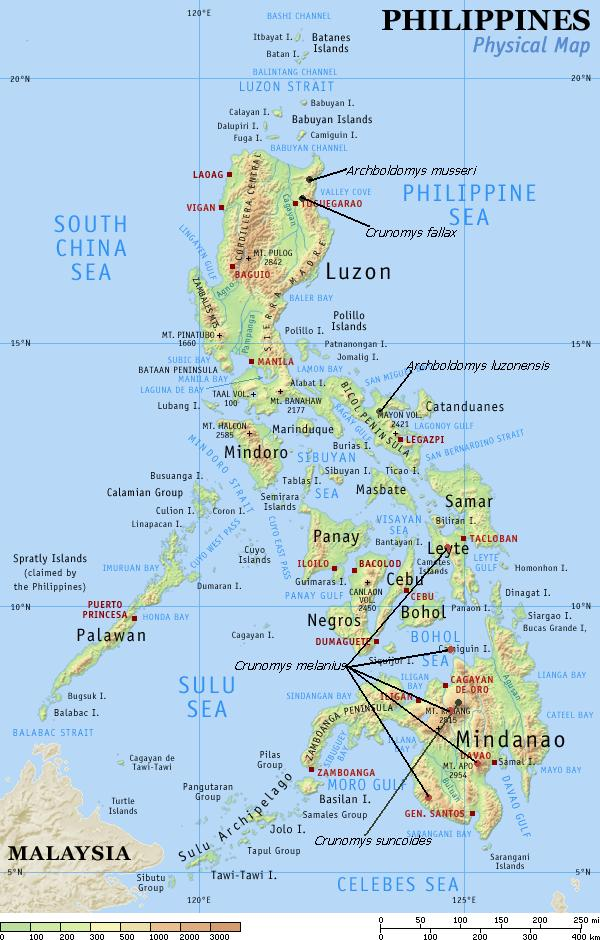
Archboldomys sp.
(+Crunomys spp.)